# 鄭曉廷
郑晓廷（1954年8月—）是中国一位技术发明家、企业家和古生物学家，主要从事中生代恐龙和鸟类的研究。他依据由恐龙向鸟类转变过程中的重要形态结构演化特点，提出进一步支持鸟类飞行树栖起源理论的证据，推断鸟类飞行能力演化的不同阶段，并结合原始鸟类的各类羽毛和恐龙原始羽毛的特征，完善羽毛起源的模式。
1954年8月，郑晓廷出生于中国山东省乳山县育黎乡（今乳山市育黎镇）。初中文化的他早年因在工厂多次搞出技术创新而屡获提拔，曾担任山东省平邑县针织厂厂长、平邑县仲村镇镇长、平邑归来庄金矿矿长、平邑县人大常委会副主任等职。20世纪90年代末，他在一篇报道上看到中国化石大量流失到国外，受到很大触动。他后来开始四处收购古生物化石、自学并参与古生物相关研究，还凭借自身财力在家乡投资修建了天宇自然博物館，后兼任临沂大学地质与古生物研究所所长、教授。2009年，其金矿被收购，郑晓廷谢绝了收购方的高薪挽留，选择专职当博物馆馆长。
他曾先后荣获“山东省劳动模范”（1982）、“全国自学成材奖”（1995）、国家科技进步三等奖（1996）、全国黄金科技工作突出贡献奖（1996）、全国“五一”劳动奖章、“省级优秀共产党员”（1997）、山东省第九届人大代表（1998）、“山东省专业技术拔尖人才”（1999）、“全国劳动模范”（2000），享受国务院政府特殊津贴。